# 阿纳姆狸藻
阿纳姆狸藻（学名：Utricularia arnhemica）为狸藻属水生或陆生食虫植物。其为澳大利亚北领地阿纳姆地的特有种。其种加词“arnhemica”即指其发现地澳大利亚阿纳姆地。